# Dargāhābād
Dargāhābād (persiska: درگاه آباد) är en ort i Iran.   Den ligger i provinsen Khorasan, i den nordöstra delen av landet, 600 km öster om huvudstaden Teheran. Dargāhābād ligger 1 684 meter över havet och antalet invånare är 242.
Terrängen runt Dargāhābād är kuperad.Runt Dargāhābād är det ganska glesbefolkat, med 48 invånare per kvadratkilometer. Närmaste större samhälle är Qanbar Bāghī, 12,9 km sydväst om Dargāhābād. Trakten runt Dargāhābād består i huvudsak av gräsmarker.